# Manel de la Vega Carrera
Manel de la Vega Carrera (nacido el 6 de septiembre de 1971 en Lérida) es un político catalán del PSC, Senador designado por el Parlamento de Cataluña en el Senado de España a la decimocuarta legislatura. Su familia se trasladó a Tortosa cuando era muy pequeño, y allí ha desarrollado su proyecto vital, con mucha implicación en la vida social y cultural de la ciudad. Es padre de un hijo.

## Trayectoria
Profesor de secundaria y profesor asociado del Departamento de Pedagogía de la URV. Licenciado en Psicología y en Psicopedagogía por la UOC. Inició la carrera política el 2015 como concejal en el Ayuntamiento de Tortosa.
Senador en el Senado de España desde noviembre de 2019 por el Grupo Partido Socialista Obrero Español. Fue designado por el Parlamento de Cataluña como Senador el 27 de noviembre de 2019. En aquel momento era concejal del Ayuntamiento de Tortosa, cargo del cual dimitió cuando fue nombrado Senador. Como miembro de la XIV legislatura del Senado forma parte como Vicepresidente primero de la Comisión de Ciencia, Innovación y Universidades. Portavoz de Pesca de la Comisión de Agricultura, Pesca y Alimentación. Portavoz de Formación Profesional de la Comisión de Educación y Formación Profesional, Vocal de la Comisión Mixta para el estudio de los problemas de las adicciones y Adscrito a la Comisión de Transición Ecológica. Ha sido ponente del Proyecto de Ley Orgánica por la cual se modifica la Ley Orgánica 2/2006, de 3 de mayo, de Educación.
Actualmente es Senador y Primer Secretario de la Federación del Partit dels Socialistes de Catalunya en las Tierras del Ebro. Gran defensor de las zonas rurales, especialmente en cuanto a la despoblación y la equidad de oportunidades.